# Geomarketing

## Conceito
O Geomarketing, ou Marketing Geográfico, é uma abordagem ao Marketing que permite a adaptação do Marketing-mix ao modo como o Mercado se organiza no espaço, ou seja, permite a análise das variáveis relevantes para o Marketing através da visualização desses dados em mapas geográficos.
O Geomarketing permite a uma empresa conhecer melhor o seu Mercado, potenciando melhorias no seu desempenho através da adaptação do Marketing-mix a cada segmento de Mercado identificado e delimitado geograficamente e reconhecer quais os locais de maior potencial de consumo de um produto ou serviço. (ver Segmentação)
A análise de informação de Marketing sob a forma de mapas tem como principal vantagem um aumento substancial de eficácia na tomada de decisões de Marketing, dado possibilitar uma análise mais rápida, intuitiva e prática de informação complexa.
Este aumento de eficácia na análise resulta da maior facilidade com que se visualiza o comportamento e relações entre variáveis, já que as actuais ferramentas de Geomarketing permitem trabalhar com várias camadas de informação em simultâneo e agregar espacialmente dados que normalmente estão dispostos em formatos tabulares separados, onde as relações entre variáveis são menos perceptíveis.
As técnicas de Geomarketing diferenciam-se dos estudos “convencionais” na forma como todos os dados das variáveis em estudo estão relacionados a um respectivo ponto geográfico, dando origem a mapas de informação de Marketing georeferenciada (ver Geoinformação).

## Origem e Evolução
O Geomarketing está muitas vezes implícito na estratégia de Marketing de muitas empresas, embora de forma nem sempre premeditada. Desde sempre que as empresas sentiram necessidade em dividir os seus mercados por zonas geográficas, ou seja, empiricamente, as empresas reconhecem a necessidade de lidar de forma distinta Mercados geográficos com diferentes características.
A abordagem mais básica ao Geomarketing e que ainda subsiste na maioria das empresas, é a divisão do Mercado por países ou regiões. No entanto, este tipo de Segmentação geográfica do Mercado é muitas vezes baseada em assumpções pré-concebidas não fundamentadas com dados, ou seja, nem sempre originam uma divisão correcta do Mercado uma vez que uma divisão geográfica correcta do Mercado em segmentos homogéneos nem sempre coincide com as fronteiras físicas ou políticas que normalmente se utilizam para justificar essa divisão.
O reconhecimento de falhas nessa abordagem e o crescente amadurecimento e saturação dos Mercados levou à necessidade de refinamento da Segmentação geográfica a um nível mais micro (Município, Freguesia, Código Postal, e até mesmo morada individual) de forma a melhor explorar o potencial de clientes actuais e aumentar a capacidade de atracção de novos clientes.
Assim, na década de 1950, surgiram os primeiros estudos onde é mencionado o termo Geomarketing, que tinham por objectivo a optimização da escolha da localização de pontos de venda tendo em conta o modo como diversas variáveis do Marketing se distribuíam geograficamente.
A partir da década de 1990, com o desenvolvimento e generalização das tecnologias de Sistemas de Informação Geográfica (SIG), resultantes de uma cada vez maior velocidade e menor custo no processamento e armazenamento de grandes volumes de dados através de computadores e a possibilidade de utilização de mapas de satélite digitais, permitiram ao Geomarketing surgir como ferramenta cada vez mais comum e importante na elaboração da estratégia de Marketing das empresas. Em 1981 Bin Kelsey, chefe dos matemáticos especializados em inteligência competitiva da Walt Disney Company  consagrou o "conceito dos 2%" provando pela primeira vez que a eficácia de divulgação de uma marca, um produto ou serviço  para grandes massas de ouvintes, telespectadores, passantes, ou leitores que tenham acesso a uma divulgação de pelo menos 100.000 unidades de publicidade (spots de TV, rádio, propagandas externas, táteis, visíveis, legíveis ou audíveis), resultará em uma eficácia sempre ao redor de 2%. Aplicado inicialmente pela Coca-Cola, Sony e  Johnson & Johnson em seus centros de distribuição, o conceito difundiu-se mundialmente com profundos impactos nas formas de publicidade e reflexos nos custos de produção e estocagem. Muito tempo antes, em 1951, utilizando-se empiricamente desse conceito, Walt Disney sugeriu que uma pequena parte dos curativos Band-Aid temáticos fosse divulgados em escolas  com estampas de figuras infantis, cujo sucesso perdura até hoje.
Num futuro próximo, a omnipresença de sistemas que permitem localizar geograficamente cada indivíduo (Internet sem fios, GPS e RFID's) irão permitir a generalização da implementação de estratégias de Geomarketing individualizado, ou seja, definir um Marketing-mix único para cada indivíduo em função do local onde se encontra (Marketing Baseado na Localização), que tenha em conta não só o seu perfil individual mas também os locais que frequenta e os seus padrões de compra.

## Aplicações Práticas
O Geomarketing permite refinar e adaptar cada secção do Marketing-mix a diferentes segmentos identificados num mapa:
Produto
- Adaptação da oferta de produtos às características de uma dada zona/segmento de mercado ou da área de influência de um determinado ponto de venda.

Preço
- Adaptação do preço de produtos consoante a estratégia de vendas para uma dada zona/segmento (aumentar quota de mercado ou aumentar a rentabilidade).

Distribuição
- Definição de objectivos de venda realísticos e maximizar oportunidades de crescimento em função do grau de atractividade de cada zona/segmento.
- Optimização do investimento em infra-estruturas (pontos de venda e pontos logísticos) através do estudo da localização ideal desses pontos em função da distribuição geográfica dos clientes e da concorrência.
- Optimização de rotas de visita a clientes (definir territórios de venda e assistência técnica).

Comunicação
- Redução dos custos e aumento da eficiência de uma campanha publicitária através de publicidade direccionada e adaptada a uma dada zona/segmento.

## Escolha de um ponto comercial
O sucesso de um negócio está intrinsecamente ligado aos 4P : Produto; Promoção/Divulgação; Preço; Ponto de Venda. Cada um destes factores depende do outro para poder sobreviver. Assim, o desenvolvimento de um produto correcto, uma política de preços competitiva e uma estratégia adequeada de promoção só obterão sucesso se o 4º P - ponto de venda - for tido em consideração. Se considerarmos o ambiente competitivo a que estão actualmente sujeitos os empreendedores, é sem dúvida uma mais valia ter em consideração um ponto comercial adequado para o tipo de negócio.
O fracasso de um determinado negócio pode estar associado ao desconhecimento do mercado onde se insere.
Entende-se por boa localização de um espaço comercial, quando este está inserido numa região onde os ambientes demográficos e de mercado sejam propícios para o desenvolvimento do negócio em causa. Isto é, quando se tem em conta os seguintes factores:
Demografia
Perfil dos habitantes da região em termos de estrutura sócio-económica 
Procura do mercado
Conhecer o potencial das pessoas da região para comprarem o que se está a vender
 Concorrência
Quem são os seus concorrentes e onde estão localizados
Factores urbanos
Visibilidade do ponto comercial, estrutura viária local, acessibilidade, barreiras geográficas, iluminação, estado de conservação geral e segurança da região, serviços disponíveis ao público na região
Ponto Comercial = PDV
Proximidade em relação à concorrência, facibilidade de memorização da marca em função da visibilidade da mesma, layout e logótipos, posicionamento na via pública, facilidade de estacionamento, custo do imóvel.
Fonte: Barboza, Mõnica de Barros, Lima, Carlos Eduardo. A Cartilha do Ponto Comercial: como escolher o lugar certo para o sucesso do seu negócio. S. Paulo. Clio Editora, 2004.
Matéria Exame: http://exame.abril.com.br/marketing/noticias/geomarketing-o-que-voce-ganha-com-isso?page=1&slug_name=geomarketing-o-que-voce-ganha-com-isso